# Waugh Peak
Waugh Peak är en bergstopp i Antarktis. Den ligger i den centrala delen av kontinenten. Nya Zeeland gör anspråk på området. Toppen på Waugh Peak är 2 430 meter över havet, eller 434 meter över den omgivande terrängen. Bredden vid basen är 2,2 km.
Terrängen runt Waugh Peak är varierad. Trakten är obefolkad. Det finns inga samhällen i närheten.